# کیتی گرایمز
کیتی گرایمز (انگلیسی: Katie Grimes؛ زادهٔ ۸ ژانویهٔ ۲۰۰۶) ورزشکار شنای اهل ایالات متحده آمریکا است. وی در مسابقات کشوری و بین‌المللی در مجموع برندهٔ ۲ مدال طلا، ۴ مدال نقره، ۱ مدال برنز شده است.